# Pascal Sébah

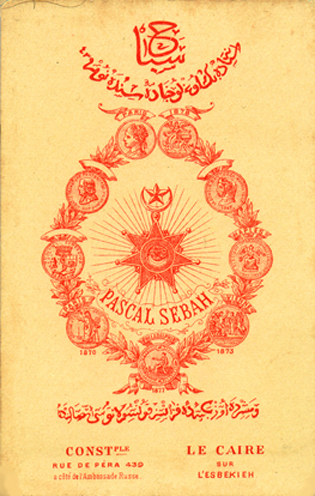
Rückseite einer Porträtphotographie, auf der eine der höchsten Auszeichnungen des Osmanischen Reiches, der Osmanî Nişanı, abgebildet ist. Sultan Abd ul Aziz verlieh diese Auszeichnung Sébah

Pascal Sébah (* 1823 in Istanbul; † 15. Juni 1886 ebenda) war ein führender Photograph im osmanischen Reich. Er arbeitete in der damaligen Hauptstadt Konstantinopel, dem heutigen Istanbul.

## Leben
Pascal Sébah wurde 1823 in Istanbul als Sohn eines syrischen Vaters und einer armenischen Mutter geboren. Die Familie Sébah stammte aus der Levante und war arabisch-christlicher Herkunft, vermutlich stammten sie aus dem heutigen Libanon. Er eröffnete 1857 sein Studio an der Rue de Péra 439 – ‚neben der russischen Botschaft‘, wie er auf der Rückseite seiner Porträtphotographien vermerkt. Ab 1860 arbeitete er mit einem französischen Techniker, A. Laroche, zusammen. Dieser war fortan für die hervorragende Druckqualität der Photographien verantwortlich.
1873 wurde eine Filiale in Kairo – ‚auf der Esbekieh neben der französischen Botschaft‘ – eröffnet. 1883 erlitt Pascal Sébah einen Schlaganfall, weshalb sein Bruder Cosmi einsprang, bis sein Sohn Jean (Pascal) Sébah (1872–1947) alt genug war, das Unternehmen zu leiten. 
Zeitweise arbeitete er mit dem Franzosen Émile Béchard. Um 1884/1885 wurde dessen Landsmann Policarpe Joaillier sein Partner. Ab 1890 hieß die Firma deshalb ‚Sébah & Joaillier‘. Sie erhielt das Recht, sich ‚Photographen des Sultans‘ zu nennen. Um 1900 kehrte Policarpe Joaillier nach Frankreich zurück. Von 1910 an arbeitete Jean Sébah mit Hagop Iskender und, bis 1914, mit Leo Perpignani zusammen. 1917 bis 1918 waren ‚Sébah & Joaillier‘ Partner beim ersten systematischen Projekt der Erfassung und Katalogisierung von Baudenkmälern aller Perioden in Istanbul unter Federführung des deutschen Journalisten und Kunsthistorikers Friedrich Schrader. Sébah und Iskender zogen sich 1934 vom Geschäft zurück. Dieses wurde unter dem Namen ‚Foto Sabah‘ noch bis 1952 weitergeführt. Die Filiale in Kairo war schon 1898 geschlossen worden.

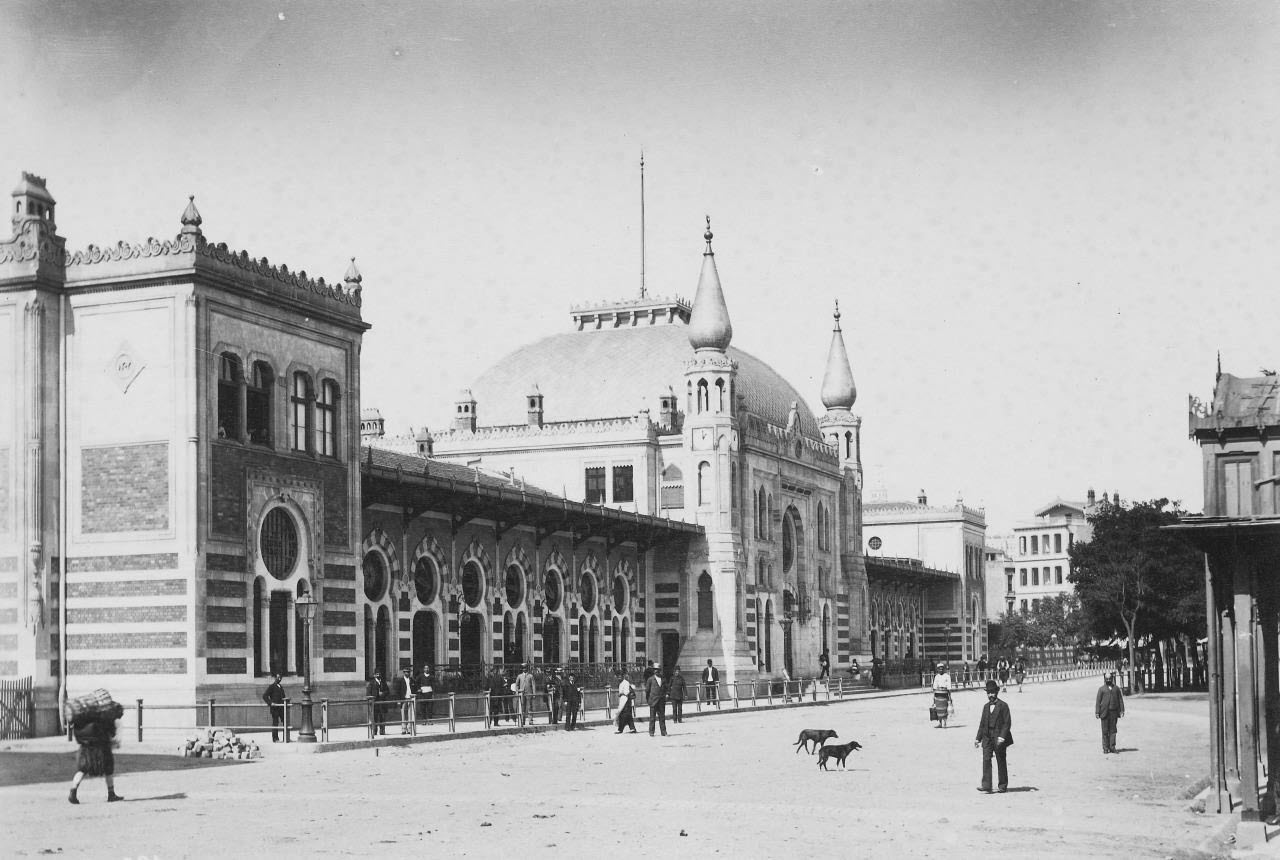
Hauptfassade des Bahnhof Istanbul Sirkeci auf einem Bild von Sébah & Joaillier

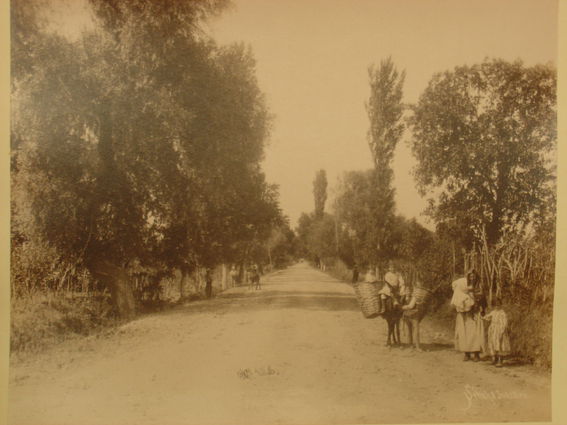
Türkische Landstraße, signiert Sébah & Joaillier

Sébah war neben den armenischen Abdullah Frères (Gebrüder Abdullah) der wohl wichtigste Berufsphotograph seiner Zeit im Osmanischen Reich. Ein weiterer erfolgreicher Fotograf dieser Zeit in Konstantinopel war der griechische Osmane Vasilaki Kargopoulo. Das große Interesse Europas am exotischen Orient schuf ideale Bedingungen, um an Reisende Photographien mit Sehenswürdigkeiten, folkloristischen Szenen, orientalischen Trachten und Ähnlichem zu verkaufen. Durch diese Tätigkeit wurde Pascal Sébah zum Dokumentaristen der damaligen Zeit. Seine Photographien wurden unter anderem zur Illustration von wissenschaftlichen Werken über den Orient verwendet. Er gewann an verschiedenen Weltausstellungen Medaillen, so eine Silbermedaille an der Weltausstellung Paris 1878 für seine Aufnahmen von Ägypten und nubischen Wüstenstämmen. Vorher schon hatte er für die Weltausstellung 1873 in Wien ein 370 Seiten umfassendes Werk über türkische Trachten geschaffen, ‚Les costumes populaires de la Turquie‘ (die Volkstrachten der Türkei), wofür er von den Organisatoren in Wien die Goldmedaille und vom damaligen Sultan Abdülaziz eine weitere Medaille erhalten hatte. Der Auftrag zu diesem Werk war ihm vom Verantwortlichen für die osmanische Abteilung der Weltausstellung, dem Maler Osman Hamdi Bey (1842–1910), erteilt worden. Für diesen fotografierte er immer wieder Modelle mit aufwendigen Trachten. Diese Photographien Sébahs verwandte Hamdi Bey anschließend als Vorlagen für seine berühmten orientalischen Ölgemälde.
Neben den Auszeichnungen trugen besonders sein zehnteiliges und ca. 2,5 Meter langes Panorama von Konstantinopel, das vom Galata-Turm aus aufgenommen wurde, und sein fünfteiliges Panorama von Kairo zu Sébahs Berühmtheit bei. Seine Arbeit zeichnet sich durch hervorragende Kompositionen, gute Lichtführung und große Sorgfalt im Detail und bei der Auswahl seiner Objekte aus. Wenn im Übersichtswerk ‚Neue Geschichte der Fotografie‘ von Michel Frizot steht: „[...] Hingegen zeigte sich am sehr produktiven Pascal Sebah, der seit den 1870er Jahren in Konstantinopel ansässig war, wie die Qualität der Berufsfotografie gegen Ende des Jahrhunderts abnahm“, so bezieht sich diese Bemerkung wohl eher auf Pascal Sébahs Sohn und die Firma ‚Sébah & Joaillier‘.
Im Jahre 1877 beauftragte die osmanische Regierung Sebah mit der Herstellung einer Serie von Fotografien, auf denen die sogenannten russischen Greuel an der türkischen Bevölkerung in der Provinz Eski Zagra in Ostrumelien, heute Bulgarien, photographisch festgehalten und für westliche Augen aufbereitet dargestellt werden sollten. Die der deutschen Regierung zur Verfügung gestellten 31 Photographien sind bis heute im Archiv des Auswärtigen Amtes erhalten und waren unter anderem Gegenstand einer Tagung der Berlin-Brandenburgischen Akademie der Wissenschaften in Berlin im Dezember 2010.

## Werke
- 1873: Les costumes populaires de la Turquie, Istanbul.

## Weiterführende Literatur
- Agfa-Foto-Historama im Wallraf-Richartz-Museum Museum Ludwig, Köln. An den süßen Ufern Asiens: Ägypten, Palästina, Osmanisches Reich. Reiseziele des 19. Jahrhunderts in frühen Photographien, 1988.
- Engin Çizgen: Photography in the Ottoman Empire: 1839 - 1919. Istanbul 1995. ISBN 975-470-451-1.
- Roswitha Buchner: Das Bild Istanbuls im 19. Jahrhundert. Pera-Blätter Nr. 13, Orient-Institut der DMG, Abteilung Istanbul 1997.
- Engin Özendes: From Sebah & Joaillier to Foto Sabah: Orientalism in Photography. Istanbul 1999. ISBN 975-080057-5.
- Friedrich Schrader: Die Kunstdenkmäler Konstantinopels: Der Neue Orient, 1919, Band 5, S. 302–304 und 352–354.